# Emery D. Potter

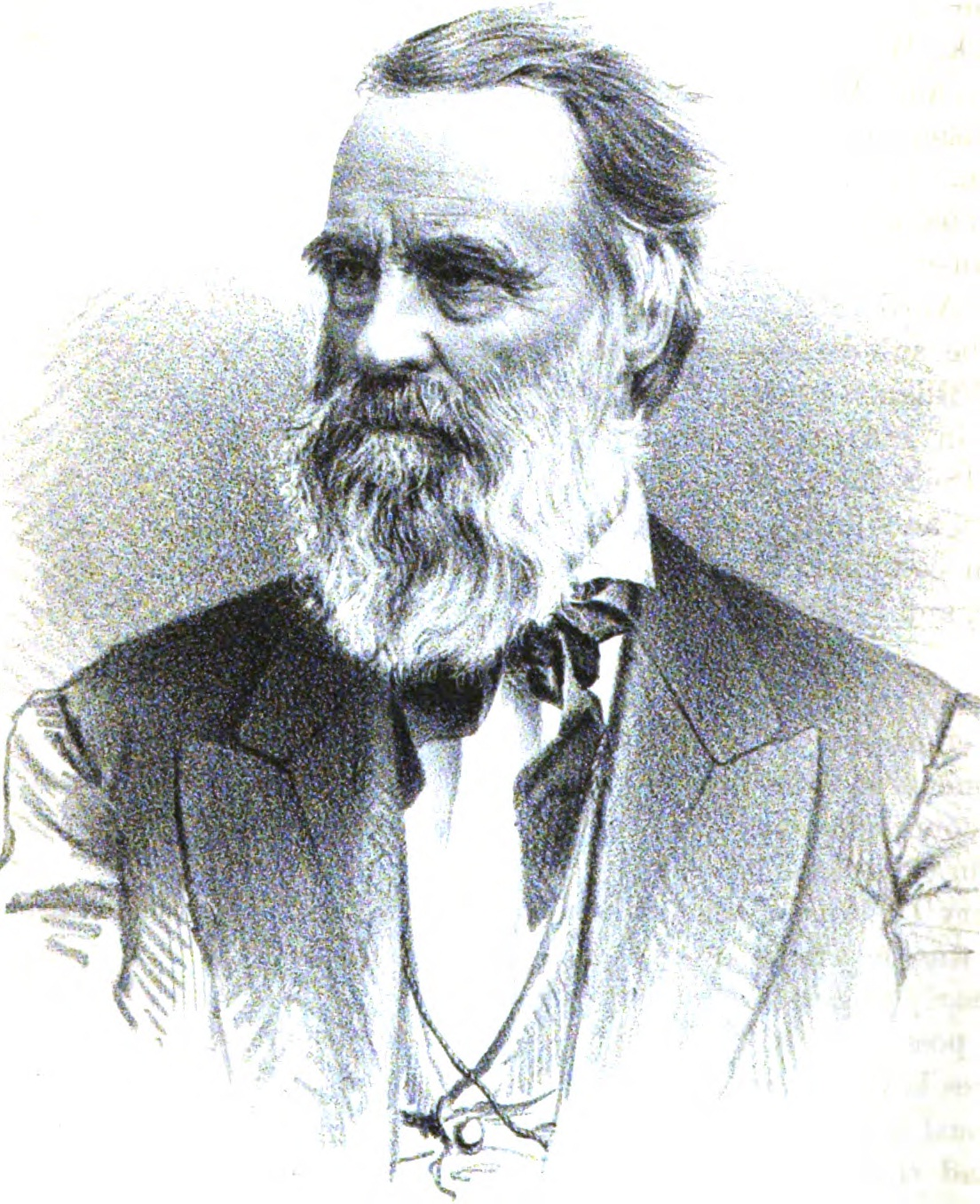
Emery D. Potter (1872)

Emery Davis Potter (* 7. Oktober 1804 in Providence, Rhode Island; † 12. Februar 1896 in Toledo, Ohio) war ein US-amerikanischer Jurist und Politiker. Zwischen 1843 und 1845 sowie nochmals von 1849 bis 1851 vertrat er den Bundesstaat Ohio im US-Repräsentantenhaus.

## Werdegang
Emery Potter besuchte die heimatliche Bezirksschule sowie eine Schule im Herkimer County im Staat New York. Nach einem anschließenden Jurastudium in Cooperstown und seiner 1833 erfolgten Zulassung als Rechtsanwalt begann er dort in seinem Beruf zu arbeiten. Im Jahr 1834 verlegte er seinen Wohnsitz und seine Anwaltskanzlei nach Toledo in Ohio. In der Folge wurde er Richter für die nördlichen Bezirke dieses Bundesstaates. Zwischen 1834 und 1843 war er außerdem Vorsitzender Richter am Berufungsgericht im 13. Gerichtsbezirk von Ohio. Politisch schloss er sich der Demokratischen Partei an.
Bei den Kongresswahlen des Jahres 1842 wurde Potter im fünften Wahlbezirk von Ohio in das US-Repräsentantenhaus in Washington, D.C. gewählt, wo er am 4. März 1843 die Nachfolge von William Doan antrat. Da er im Jahr 1844 auf eine weitere Kandidatur verzichtete, konnte er bis zum 3. März 1845 zunächst nur eine Legislaturperiode im Kongress absolvieren. Diese Zeit war von den Spannungen zwischen Präsident John Tyler und den Whigs geprägt. Außerdem wurde damals bereits über eine mögliche Annexion der seit 1836 von Mexiko unabhängigen Republik Texas diskutiert.
Von 1846 bis 1848 amtierte Emery Potter als Bürgermeister von Toledo. Außerdem war er von 1848 bis 1850 Abgeordneter im Repräsentantenhaus von Ohio. Bei den Wahlen des Jahres 1848 wurde er erneut im fünften Distrikt seines Staates in den Kongress gewählt, wo er am 4. März 1849 William Sawyer ablöste, der vier Jahre zuvor dort sein Nachfolger geworden war. Da er im Jahr 1850 nicht mehr kandidierte, konnte er bis zum 3. März 1851 wieder nur eine Legislaturperiode im US-Repräsentantenhaus verbringen. In dieser Zeit war er Vorsitzender des Committee on Post Office and Post Roads. Diese Zeit war von den Diskussionen um die Frage der Sklaverei bestimmt. Im Jahr 1850 wurde der von Senator Henry Clay eingebrachte Kompromiss von 1850 verabschiedet.
Nach dem Ende seiner Zeit im US-Repräsentantenhaus praktizierte Emery Potter wieder als Anwalt. Er lehnte eine ihm angetragene Richterstelle im Utah-Territorium ab. In den Jahren 1861 und 1862 war er juristischer Vertreter der Stadt Toledo. Von 1864 bis 1865 gehörte er dem dortigen Bildungsausschuss an. Zwischen 1874 und 1876 saß Emery Potter im Senat von Ohio, dessen Präsident er damals war. Im Jahr 1880 zog er sich in den Ruhestand zurück. Er starb am 12. Februar 1896 in Toledo.

## Schriften
- Ode to my pipe, 1905, mit Illustrationen von Ludwig Bang